# Alf Kjellén
Alf Hugo Gerhard Kjellén, född 30 april 1902 i Stockholm, död 16 november 1986 i Danderyd, var en  svensk litteraturhistoriker.
Alf Kjellén var son till bankkamreraren Gerhard Kjellén och Lily Petschler samt brorson till statsvetaren och politikern Rudolf Kjellén. Han växte upp i Stockholm och studerade vid Uppsala universitet där han blev filosofie kandidat 1924 varefter han fortsatte sina studier i Stockholm. År 1932 utnämndes han till docent i litteraturhistoria vid Stockholms högskola.
Som litteraturvetare forskade han främst om upplysningens och romantikens författare, och med komparativ metod anlade han en sociologisk och psykologisk infallsvinkel på bland andra Anders Fryxell och Johan Henric Kellgren.
Alf Kjellén är begravd på Danderyds kyrkogård.